# Тлущ (гміна)
Гміна Тлущ (пол. Gmina Tłuszcz) — місько-сільська гміна у центральній Польщі. Належить до Воломінського повіту Мазовецького воєводства.
Станом на 31 грудня 2011 у гміні проживало 19350 осіб.

## Площа
Згідно з даними за 2007 рік площа гміни становила 102.83 км², у тому числі:
- орні землі: 67.00%
- ліси: 15.00%

Таким чином, площа гміни становить 10.76% площі повіту.

## Населення
Станом на 31 грудня 2011:
| Опис     | Загалом | Загалом | Чоловіки | Чоловіки | Жінки | Жінки |
| -------- | ------- | ------- | -------- | -------- | ----- | ----- |
| одиниця  | осіб    | %       | осіб     | %        | осіб  | %     |
| все      | 19350   | 100     | 9498     | 49.09    | 9852  | 50.91 |
| міське   | 7894    | 100     | 3795     | 48.07    | 4099  | 51.93 |
| сільське | 11456   | 100     | 5703     | 49.78    | 5753  | 50.22 |

## Сусідні гміни
Гміна Тлущ межує з такими гмінами: Домбрувка, Забродзе, Клембув, Посьвентне, Страхувка, Ядув.